# Phong tỏa

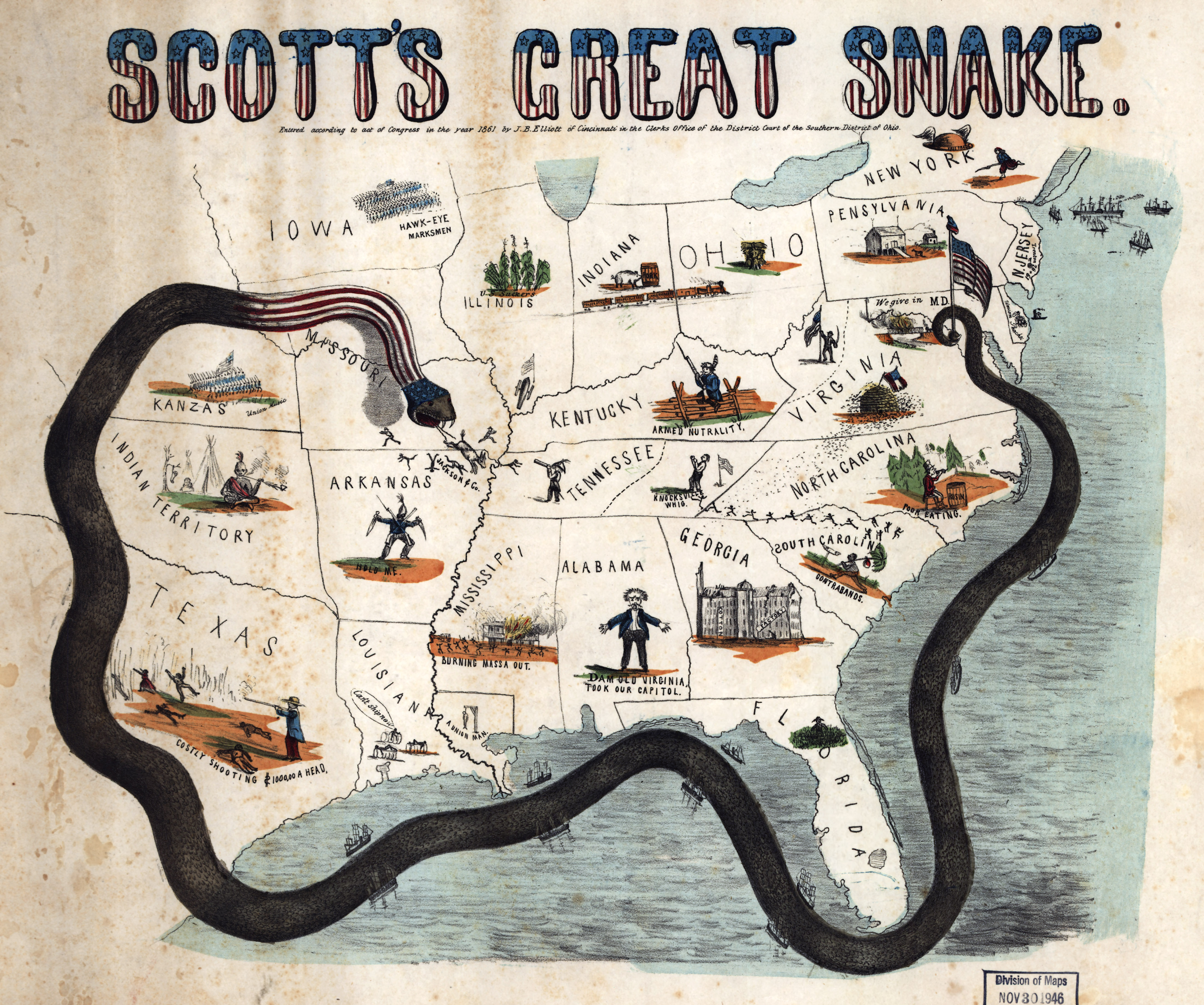
Con rắn lớn của Scott, một bản đồ hoạt họa minh họa cuộc phong tỏa của Liên minh miền Nam trong Nội chiến Hoa Kỳ, được gọi là Kế hoạch Anaconda, do JB Elliott minh họa.

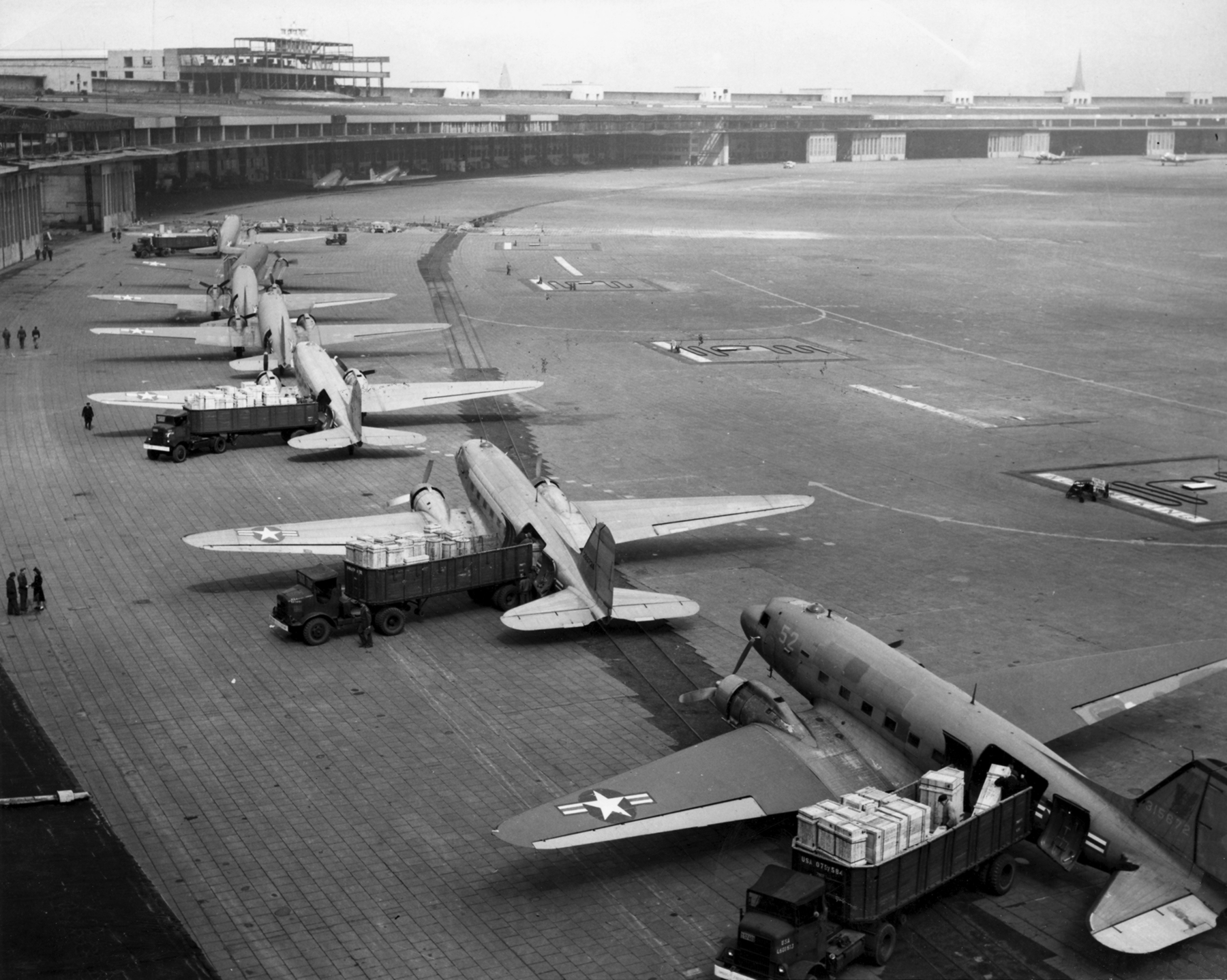
Những chiếc C-47 dỡ hàng tại Sân bay Tempelhof ở Berlin, một phần của cuộc không vận hàng tiếp tế nhằm phá vỡ cuộc phong tỏa đất liền Tây Berlin năm 1948 của Liên Xô.

Phong tỏa là hành động chủ động ngăn chặn một quốc gia hoặc khu vực nhận hoặc gửi thực phẩm, vật tư, vũ khí hoặc truyền thông, và đôi khi là cả người dân, bằng lực lượng quân sự. Phong tỏa khác với cấm vận hoặc trừng phạt, khi chúng là những rào cản pháp lý đối với thương mại chứ không phải là rào cản vật lý. Nó cũng khác với vây hãm ở chỗ một cuộc phong tỏa thường nhắm vào toàn bộ quốc gia hoặc khu vực, thay vì một pháo đài hoặc thành phố, và mục tiêu có thể không phải lúc nào cũng là chinh phục khu vực đó.
Trong khi hầu hết các cuộc phong tỏa trong lịch sử diễn ra trên biển, phong tỏa cũng có thể được sử dụng trên đất liền để chặn lối vào của một khu vực. Ví dụ, Armenia là quốc gia nội lục bị Thổ Nhĩ Kỳ và Azerbaijan phong tỏa. Vì vậy, Armenia không thể tiến hành thương mại quốc tế thông qua các quốc gia đó mà chủ yếu là qua Gruzia. Điều này hạn chế sự phát triển kinh tế của đất nước.
Một cường quốc phong tỏa có thể tìm cách cắt đứt mọi hoạt động vận tải hàng hải đến và đi từ quốc gia bị phong tỏa, mặc dù việc dừng tất cả các phương tiện giao thông đường bộ đến và đi từ một khu vực cũng có thể được coi là phong tỏa. Các biện pháp phong tỏa hạn chế quyền kinh doanh của những người trung lập, những người phải đệ trình để kiểm tra hàng lậu, mà lực lượng phong tỏa có thể xác định theo nghĩa hẹp hoặc rộng, đôi khi bao gồm cả thực phẩm và thuốc men. Trong thế kỷ 20, sức mạnh không quân cũng đã được sử dụng để tăng cường hiệu quả của việc phong tỏa bằng cách tạm dừng giao thông hàng không trong không phận bị phong tỏa.
Việc tuần tra chặt chẽ các cảng thù địch để ngăn chặn lực lượng hải quân ra khơi, cũng được gọi là phong tỏa. Khi các thành phố hoặc pháo đài ven biển bị bao vây từ phía đất liền, quân bao vây cũng thường phong tỏa cả phía biển. Gần đây nhất, các cuộc phong tỏa đôi khi bao gồm cả việc cắt đứt liên lạc điện tử bằng cách gây nhiễu tín hiệu vô tuyến và cắt đứt cáp ngầm dưới biển.

## Lịch sử
Mặc dù các cuộc phong tỏa biển nguyên thủy đã được tiến hành trong nhiều thiên niên kỷ, những nỗ lực thành công đầu tiên trong việc thiết lập một cuộc phong tỏa hải quân toàn diện đã được Hải quân Hoàng gia Anh thực hiện trong Chiến tranh Bảy Năm (1754–1763) chống lại Pháp. Sau khi hải quân Anh giành chiến thắng tại Vịnh Quiberon và chấm dứt bất kỳ mối đe dọa trực tiếp nào về một cuộc xâm lược lớn vào Anh, Anh thiết lập một hệ thống phong tỏa chặt chẽ trên bờ biển Pháp. Điều này khiến các cảng thương mại của Pháp bị thiếu hàng, làm suy yếu nền kinh tế của Pháp. Đô đốc Edward Hawke nắm quyền chỉ huy hạm đội phong tỏa ngoài khơi Brest và mở rộng phong tỏa để bao trùm toàn bộ bờ biển Đại Tây Dương của Pháp từ Dunkirk đến Bordeaux, và cả Marseilles trên bờ biển Địa Trung Hải của Pháp.
Tầm quan trọng chiến lược của phong tỏa đã được thể hiện trong Chiến tranh Cách mạng Pháp và Chiến tranh Napoléon, khi Hải quân Hoàng gia phong tỏa thành công nước Pháp, gây ra gián đoạn kinh tế lớn. Việc Liên minh phong tỏa các cảng phía nam là một nguyên nhân chính trong Nội chiến Hoa Kỳ. Trong Chiến tranh thế giới thứ nhất, quân Đồng minh đã phong tỏa Liên minh Trung tâm, tước đoạt lương thực và các trang thiết bị chiến lược khác của họ. Nỗ lực phong tỏa U-boat của Đức đã gây ra một số thiếu hụt ở Anh, nhưng cuối cùng đã thất bại. Kết quả này đã được lặp lại trong Thế chiến II.
Các nhà tư tưởng chiến lược hải quân, như Ngài Julian Corbett và Alfred Thayer Mahan, đã viết rằng các cuộc xung đột hải quân giành thắng lợi chủ yếu bằng các trận đánh quyết định, và ngoài ra còn bằng phong tỏa.

## Phân loại

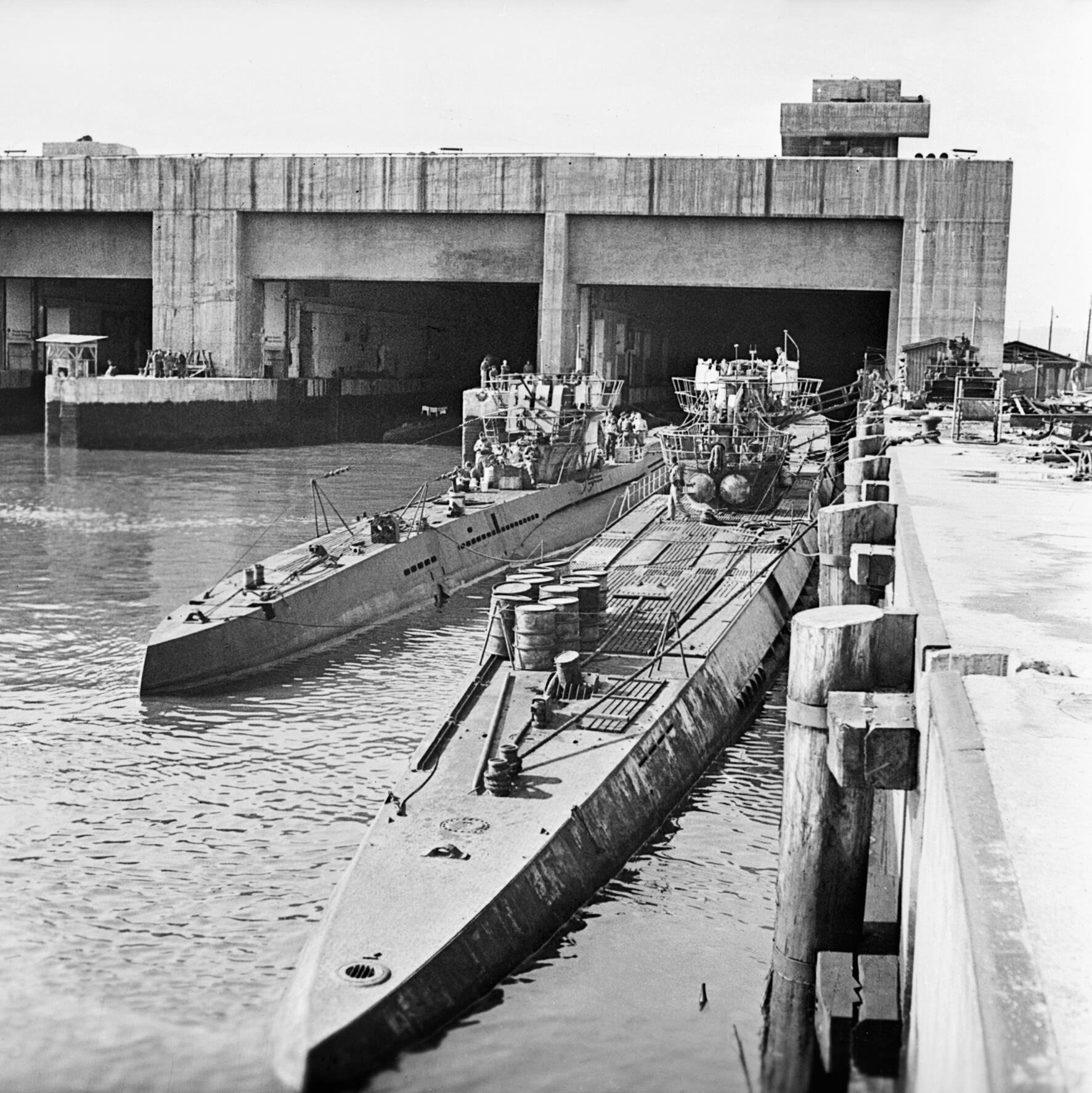
Trong Chiến tranh thế giới thứ hai, U-boat của Đức đã cố gắng ngăn chặn những con tàu chở lương thực, vật tư và trang thiết bị đến Vương quốc Anh, một ví dụ về phong tỏa từ xa.

### Phong tỏa gần, phong tỏa từ xa và phong tỏa lỏng
Phong tỏa gần (close blockade) đòi hỏi phải đặt các tàu chiến trong tầm quan sát được bờ biển hoặc cảng bị phong tỏa, để đảm bảo ngăn chặn ngay lập tức bất kỳ tàu nào ra vào. Đây là hình thức phong tỏa hiệu quả nhất và khó thực hiện nhất. Khó khăn nảy sinh do các tàu phong tỏa phải liên tục ở trên biển, đối mặt với bão tố và khó khăn, thường ở xa sự hỗ trợ và dễ bị tấn công bất ngờ từ phía bị phong tỏa, khi những tàu của bên bị phong tỏa có thể ở lại an toàn trong cảng cho đến khi họ quyết định rời cảng.
Trong một cuộc phong tỏa từ xa (distant blockade), bên phong tỏa tránh xa bờ biển bị phong tỏa và cố gắng chặn bất kỳ con tàu nào ra vào. Điều này có thể yêu cầu nhiều tàu đóng quân hơn, nhưng chúng thường có thể hoạt động gần căn cứ hơn và ít gặp rủi ro hơn trước các cuộc tấn công của kẻ thù. Điều này gần như không thể xảy ra trước thế kỷ 16 do tính chất của những con tàu được sử dụng.
Phong tỏa lỏng (loose blockade) là một hình thức phong tỏa gần, trong đó các tàu phong tỏa được rút ra khỏi bờ biển (phía sau đường chân trời) nhưng không xa hơn. Đối tượng của phong tỏa lỏng là dụ kẻ thù mạo hiểm ra ngoài nhưng ở đủ gần để tấn công.
Đô đốc người Anh Horatio Nelson đã áp dụng phong tỏa lỏng tại Cádiz vào năm 1805. Hạm đội Pháp-Tây Ban Nha dưới sự chỉ huy của Pierre-Charles Villeneuve sau đó xuất kích, tiến hành Trận Trafalgar.

### Phong tỏa phi chiến tranh
Trước năm 1827, các cuộc phong tỏa, như một phần của chiến tranh kinh tế, luôn là một phần của chiến tranh. Điều này đã thay đổi khi Pháp, Nga và Anh hỗ trợ quân nổi dậy Hy Lạp chống lại Thổ Nhĩ Kỳ. Họ phong tỏa bờ biển do Thổ Nhĩ Kỳ chiếm đóng, gây ra trận Navarino. Tuy nhiên, lệnh chiến tranh chưa bao giờ được công bố, vì vậy nó được coi là cuộc phong tỏa phi chiến tranh đầu tiên. Cuộc phong tỏa phi chiến tranh thực sự đầu tiên, vốn hoàn toàn không có tiếng súng, là cuộc phong tỏa của Anh đối với Cộng hòa Tân Granada vào năm 1837 nhằm buộc Tân Granada phải trả tự do cho một lãnh sự Anh đang bị cầm tù.

## Tình trạng pháp lý

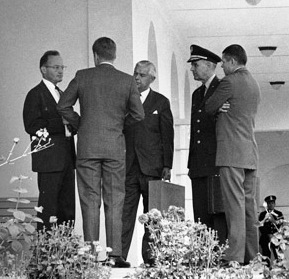
Tổng thống Kennedy và các cố vấn của ông thảo luận về Khủng hoảng tên lửa Cuba. Một phần trong phản ứng của Hoa Kỳ đối với các tên lửa của Liên Xô được bố trí ở Cuba là phong tỏa hải quân đối với hòn đảo này.

Kể từ năm 1945, Hội đồng Bảo an Liên Hợp Quốc xác định tình trạng pháp lý của các cuộc phong tỏa và theo điều 42 của Hiến chương Liên Hợp Quốc, hội đồng cũng có thể áp dụng các biện pháp phong tỏa. Hiến chương Liên Hợp Quốc cho phép quyền tự vệ nhưng yêu cầu quyền này phải được báo cáo ngay cho Hội đồng Bảo an để đảm bảo duy trì hòa bình thế giới.
Theo tài liệu chưa được phê chuẩn Cẩm nang San Remo về Luật Quốc tế Áp dụng cho các Xung đột Vũ trang trên Biển ngày 12 tháng 6 năm 1994, phong tỏa là một phương pháp chiến tranh hợp pháp trên biển nhưng phải tuân theo các quy tắc. Cẩm nang mô tả những gì không bao giờ có thể là hàng lậu. Quốc gia phong tỏa được tự do lựa chọn bất kỳ thứ gì khác là hàng lậu trong danh sách mà họ phải công bố.
Quốc gia phong tỏa thường thiết lập một vùng nước bị phong tỏa, nhưng bất kỳ con tàu nào cũng có thể bị kiểm tra ngay khi xác định được rằng nó đang cố gắng phá vỡ sự phong tỏa. Hoạt động kiểm tra này có thể diễn ra bên trong khu vực bị phong tỏa hoặc trong vùng biển quốc tế, nhưng không bao giờ được thực hiện bên trong lãnh hải của một quốc gia trung lập. Tàu trung lập phải tuân theo yêu cầu dừng lại để kiểm tra của quốc gia phong tỏa. Nếu tình hình yêu cầu, quốc gia phong tỏa có thể yêu cầu tàu chuyển hướng đến một địa điểm hoặc bến cảng đã biết để kiểm tra. Nếu tàu không dừng lại thì có thể bị bắt. Nếu những người trên tàu chống lại việc bắt giữ, họ có thể bị tấn công một cách hợp pháp.

### Hành động chiến tranh
Việc phong tỏa có được coi là hợp pháp hay không tùy thuộc vào luật pháp của các quốc gia có thương mại bị ảnh hưởng bởi phong tỏa. Ví dụ, việc Brazil phong tỏa sông La Plata vào năm 1826 trong Chiến tranh Cisplatine được coi là hợp pháp theo luật của Anh nhưng là bất hợp pháp theo luật của Pháp và Mỹ. Hai quốc gia sau đó tuyên bố họ sẽ tích cực bảo vệ tàu của mình trước bên phong tỏa Brazil, trong khi Anh buộc phải hướng tới một giải pháp hòa bình giữa Brazil và Argentina.

### Bất tuân dân sự

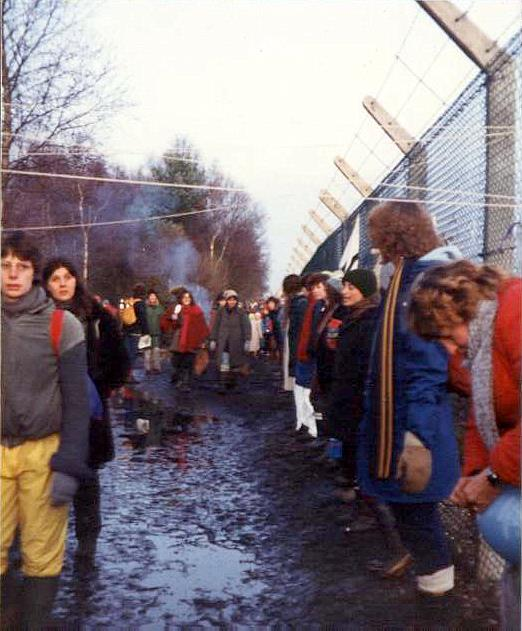
30.000 phụ nữ tại Trại Greenham.

Có một số động thái phản đối với mục đích cụ thể là cắt đứt vật chất, con người hoặc thông tin liên lạc khỏi một phần hoặc toàn bộ một khu vực cụ thể. Hiệu quả của các cuộc phong tỏa như vậy phụ thuộc vào sự tham gia của mọi người và các kỹ thuật chống đàn áp biểu tình.
Đình công giữ việc (sitdown strike) là một hình thức bất tuân dân sự, trong đó một nhóm công nhân có tổ chức, thường làm việc tại một nhà máy hoặc địa điểm tập trung khác, giành quyền sở hữu nơi làm việc bằng cách "đóng quân" tại nơi làm việc của họ, ngăn chặn hiệu quả việc chủ thay thế họ với những kẻ tấn công. Một ví dụ khác là biểu tình bất bạo động; nó cũng minh họa tính đặc hiệu của phong tỏa. Biểu tình kiểu này có thể yêu cầu chặn một số tuyến giao thông trong khi các tuyến khác vẫn lưu thông. Ví dụ như công nhân chứ không phải khách hàng, hoặc khách hàng chứ không phải công nhân.
Phong trào Mau là một phong trào bất bạo động đòi độc lập cho người Samoa thoát khỏi ách thống trị của thực dân vào đầu những năm 1900. Cùng với các hành động khác, những người tham gia đã thành lập "lực lượng cảnh sát" của riêng họ, chặn các cửa hàng ở Apia để ngăn chặn việc nộp thuế hải quan cho chính quyền. Một số ví dụ khác là phong tỏa chu vi bằng dây xích người tại Trại hòa bình dành cho phụ nữ chung Greenham, phong tỏa khu vực đập sông Franklin và Đường ống Keystone.

## Các yếu tố của phong tỏa
Phong tỏa phụ thuộc vào bốn yếu tố chính:

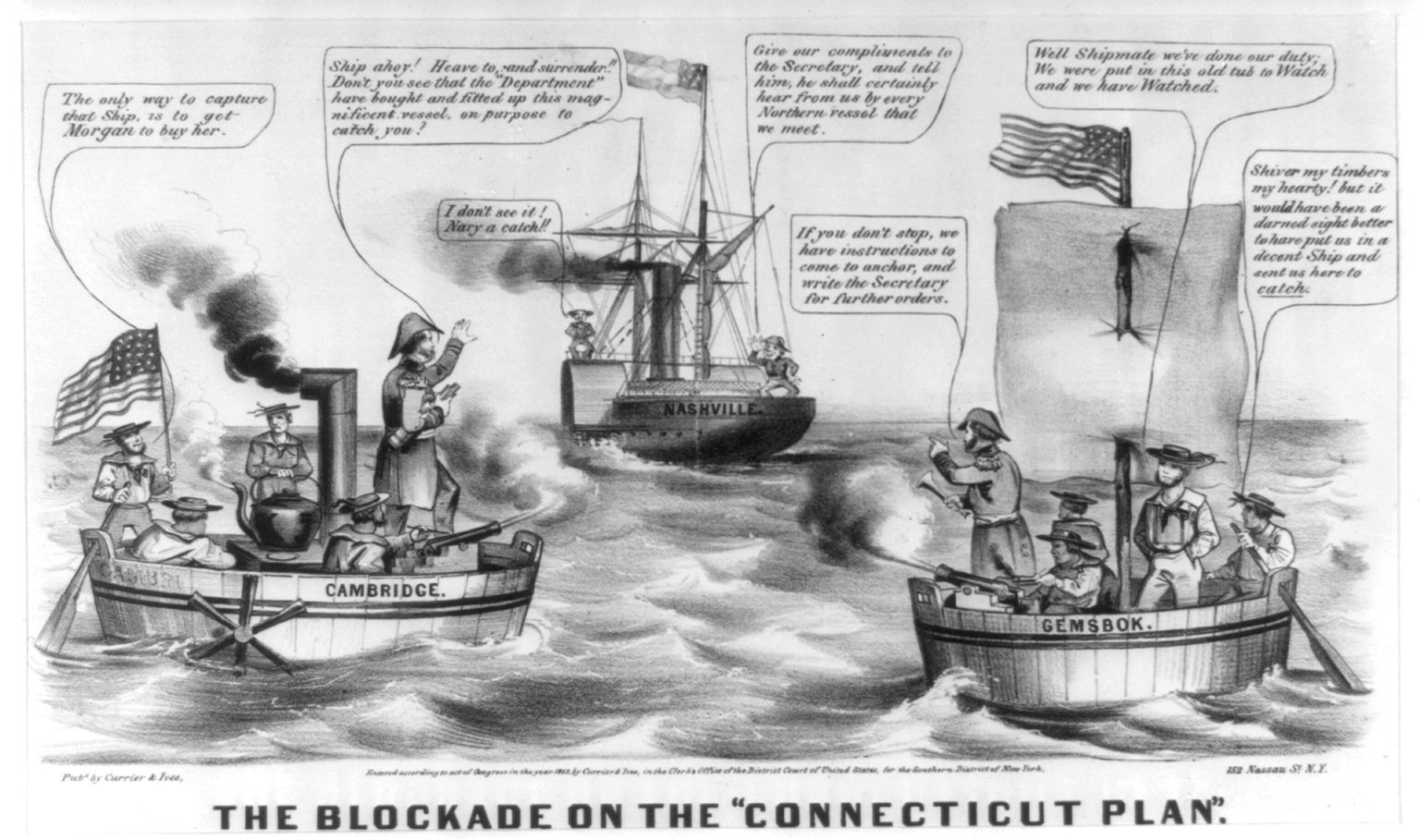
Một họa sĩ truyện tranh miền Bắc chế giễu những nỗ lực ban đầu của Liên bang nhằm phong tỏa các cảng của Liên minh miền Nam trong Nội chiến Hoa Kỳ.

- Giá trị của mặt hàng bị phong tỏa phải đảm bảo yêu cầu phong tỏa. Ví dụ, trong cuộc Khủng hoảng tên lửa Cuba năm 1962, các mặt hàng bị phong tỏa (hoặc "cách ly" để sử dụng thuật ngữ trung lập hơn do Tổng thống John F. Kennedy lựa chọn) là tên lửa đạn đạo tầm trung, có khả năng mang vũ khí hạt nhân, hướng tới Cuba. Giá trị của chúng rất cao, là một mối đe dọa quân sự chống lại Hoa Kỳ.
- Sức mạnh của bên phong tỏa phải bằng hoặc lớn hơn sức mạnh của bên đối lập. Việc phong tỏa chỉ thành công nếu 'thứ' được đề cập bị ngăn không cho bên đối lập đạt được mục tiêu. Ví dụ, sức mạnh áp đảo của Hải quân Hoàng gia Anh đã giúp phong tỏa thành công nước Đức.
- Địa lý: Biết được đường đi của kẻ thù sẽ giúp bên phong tỏa chọn nơi phong tỏa: ví dụ, đèo cao hoặc eo biển là vị trí án ngữ tự nhiên và là lựa chọn tốt để đặt công sự.
- Phong tỏa có xu hướng là một chiến dịch kéo dài, đòi hỏi cam kết lâu dài của cường quốc phong tỏa. Chiến dịch U-boat Đại Tây Dương trong Chiến tranh thế giới thứ nhất và Trận chiến Đại Tây Dương về cơ bản là về các cuộc phong tỏa của Đức và kéo dài gần bằng các cuộc chiến tương ứng. Tuy nhiên, Hải quân Đế quốc Nhật Bản chỉ thực hiện những nỗ lực phong tỏa lẻ tẻ trong Chiến tranh Thái Bình Dương, muốn tìm kiếm chiến thắng bằng hành động của hạm đội.